# NGC 1163
NGC 1163 je galaksija u zviježđu Eridan.

## Vanjske poveznice
- SEDS: NGC 1163